# Heinrich Tietze
Heinrich Tietze   (Walpersbach, 31 d'agost de 1880 - Múnic, 17 de febrer de 1964) va ser un matemàtic austríac.

## Vida i Obra
Tietze era fill del geòleg i professor universitari Emil Ernst August Tietze i la seva mare era germana del també geòleg Franz Ritter von Hauer. Va estudiar matemàtiques a la universitat de Viena excepte un curs que el va fer a la de Múnic. El 1904 es va doctorar i el 1908 va obtenir la habilitació docent.
Els dos cursos següents va ser assistent a la pròpia universitat de Viena i el 1910 va ser nomenat professor de la universitat Tècnica de Brünn (avui Brno, República Txeca), però ho va haver de deixar uns anys després per servir a l'exèrcit austríac durant la Primera Guerra Mundial (1914-1918). En retornar, va ser nomenat professor de la universitat d'Erlangen en la qual va romandre fins al 1925 quan va ser nomenat catedràtic de la universitat de Múnic, on va passar la resta de la seva vida. A Múnic va coincidir amb Constantin Carathéodory i Oskar Perron en el que va ser conegut com el triumvirat matemàtic de Múnic. Cap de ells tenia la menor simpatia pels nazis, el que va provocar que els anys trenta i els anys de la Segona Guerra Mundial fossin especialment difícils per a tots ells.
Tietze va fer aportacions fonamentals en el camp de la topologia, desenvolupant el concepte d'homotopia i establint la noció de grup fonamental. Aquests estudis el van portar també a ser un dels iniciadors de la teoria de nusos i del concepte d'espai lenticular en l'estudi de les 3-varietats.
La majoria dels seus llibres i dels més de cent articles que va escriure ho va fer durant el seus temps a Múnic. En ells també va estudiar altres temes com la teoria de grafs, el teorema dels quatre colors o la teoria de grups.
També és l'autor del conegut llibre Gelöste und Ungelöste Mathematische Probleme Aus Alter und Neuer Zeit (1959) que va ser traduït a l'anglès i editat el 1965 amb el títol de Famous Problems of Mathematics: Solved and Unsolved Mathematical Problems, from Antiquity to Modern Times, que va dedicar als seus col·legues Perron i Carathéodory en agraïment pels anys passats en un esforç comú.